# Smocze łodzie

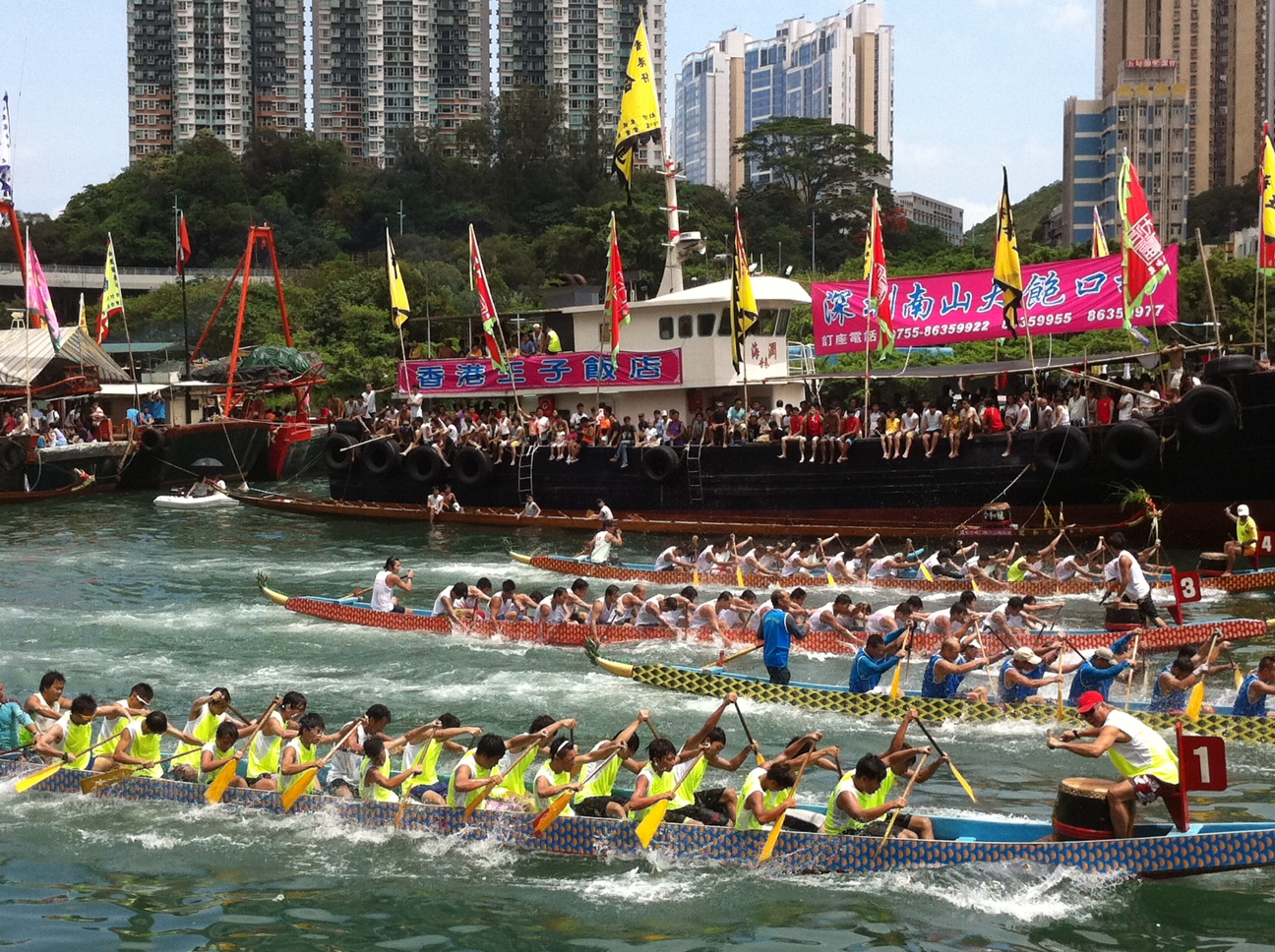
Wyścigi smoczych łodzi, Hongkong 2011

Smocze łodzie to drużynowy sport wodny. Wywodzi się z południowej Azji (Chiny) gdzie na tradycyjnych smoczych łodziach pływano od tysiącleci. Współczesne, sportowe łodzie, mniejsze od tradycyjnych, mieszczą 22 osoby, w tym 20 wioślarzy.

## Historia

### Korzenie

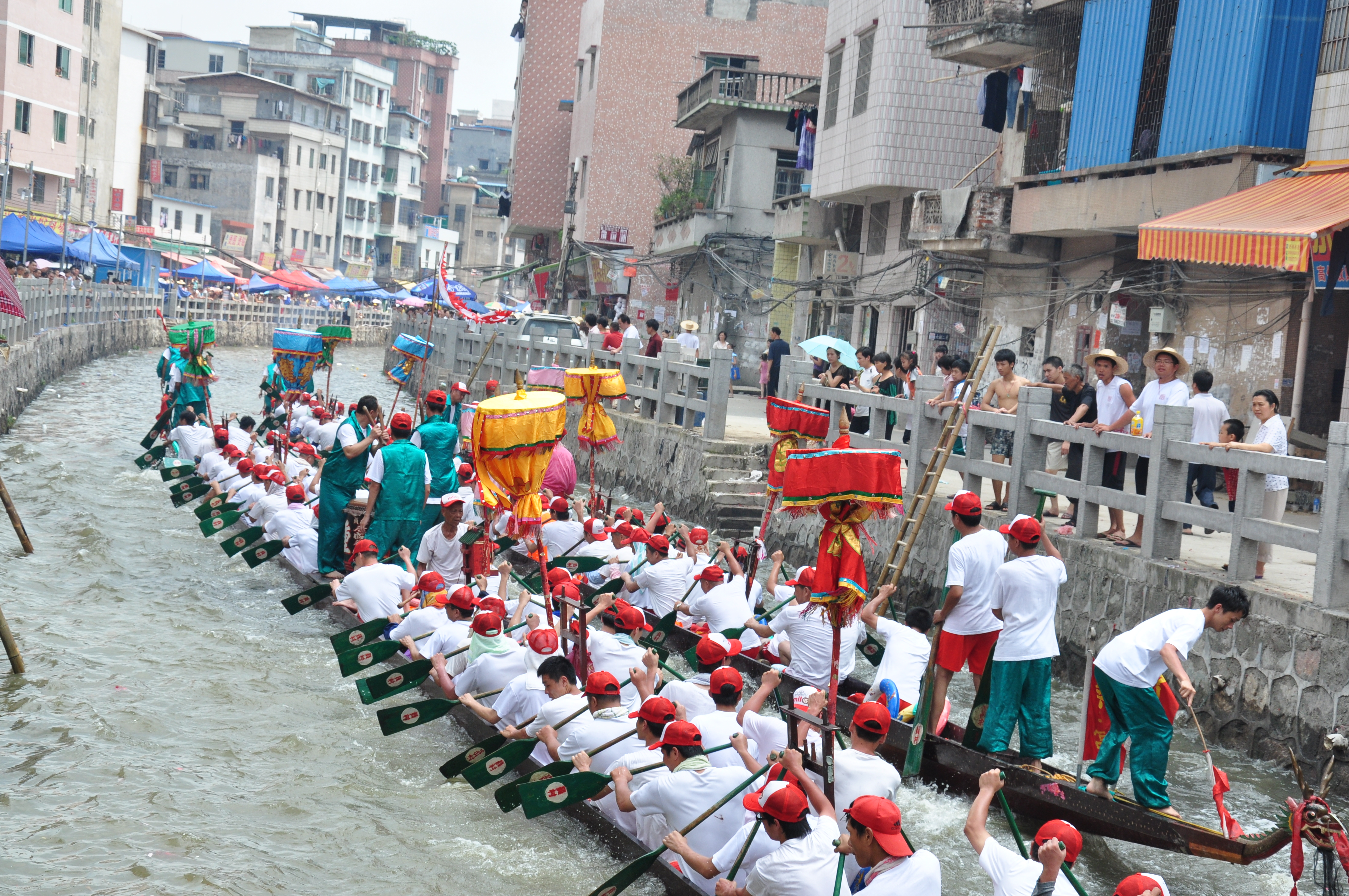
Festiwał Smoczych Łodzi w Datang

Początki smoczych łodzi sięgają kilku tysięcy lat wstecz. Co roku w Chinach, na brzegach rzeki Jangcy, u progu pory gorącej, kiedy to ludność trapiły susze i epidemie – odbywały się obrzędy przebudzenia śpiącego dotąd boga Smoka. Ów władca rzek i mórz sprowadzać miał zbawcze deszcze, dzięki którym obfite plony oddalały widmo głodu i chorób. Obrzędy, w formie zmagań zdobnych łodzi, pociągały za sobą liczne utonięcia, co traktowano jednak jako konieczną bóstwu ofiarę.
Istnieje też legenda przedstawiająca inną genezę smoczych łodzi, związaną z postacią żyjącego na przełomie IV i III wieku p.n.e. poety Qu Yuana. Protestując przeciw niesprawiedliwości społecznej Qu popełnił samobójstwo, rzucając się w odmęty rzeki Miluo. Okoliczna ludność próbowała go ratować, spławiając swoje łodzie. Choć poeta utonął, na pamiątkę tego wydarzenia co roku w dzień jego śmierci obchodzone jest święto Duanwujie, podczas którego urządzane są wyścigi łodzi.

### Ewolucja
Od lat osiemdziesiątych XX wieku wyścigi smoczych łodzi zaczęły zyskiwać na popularności na całym świecie – począwszy od Ameryki Północnej i Europy Zachodniej. Szybko też przekształciły się w jedną z najszybciej rozwijających się dyscyplin sportu. Międzynarodowa Federacja Smoczych Łodzi grupuje ponad 50 federacji narodowych, a liczba uprawiających ten sport osób szacowana jest na kilkadziesiąt milionów. Jako najbardziej zespołowy z popularnych sportów wodnych jest szczególnie ceniony przez szkoły, duże firmy i inne instytucje pragnące integrować swoich pracowników.

## Łódź
We współczesnym kształcie międzynarodowym istnieje od ok. 1980 roku, kiedy w Londynie, podczas chińskiego festiwalu, pojawiły się drewniane oryginały, na podstawie których opracowano standardowe parametry ich uproszczonej wersji:

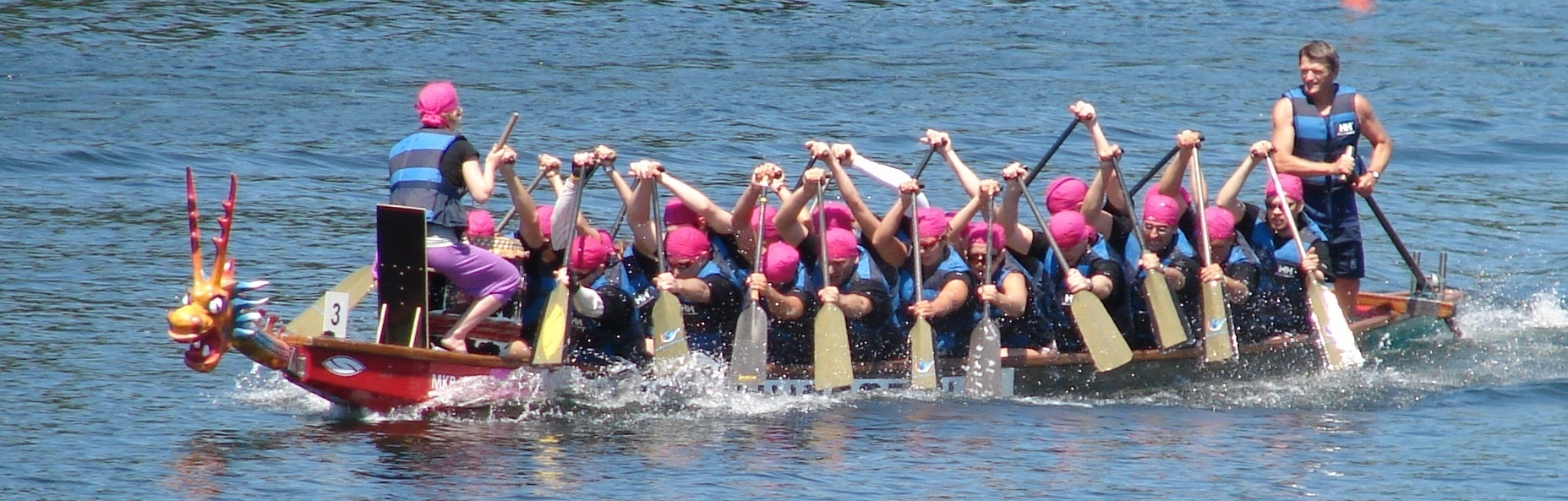
Smocza łódź, Budapeszt

- długość (bez smoczej głowy na dziobie i smoczego ogona na rufie) – 12,40 m
- maksymalna szerokość – 1,14 m
- przestrzeń między ławkami – 67,5 cm
- masa minimalna (bez głowy, ogona, bębna, siedzenia bębniarza i wiosła sterowego) 250 kg

Podczas regat ciężar łączny łodzi z załogą wynosi ok. 2000 kg. Smocze głowy i ogony montowane są w zasadzie jedynie na zawody; podczas treningów często rezygnuje się także z bębna.
Istnieją również, choć rzadziej spotykane, łodzie 10-osobowe, a także bardzo duże, 50-osobowe.

## Wyposażenie
Wiosło to rodzaj pagaja o długości 105–130 cm. Do niedawna najczęściej spotykane były wiosła drewniane, które wypierane są przez wiosła z włókien szklanych i węglowych.
Kamizelka asekuracyjna jest wymagana w wielu krajach, także podczas zawodów.

## Załoga
W jej skład wchodzą maksymalnie 22 osoby, w tym 20 wioślarzy, 1 bębnista oraz 1 sternik.
Wioślarze siedzą po dwóch na ławeczce. Ławki umieszczone są w 10 rzędach, twarzą do kierunku płynięcia. Pierwsza para wioślarzy (licząc od dziobu) to szlakowi. Oni narzucają całej osadzie rytm wiosłowania.
Bębnista siedzi na dziobie, powyżej wioślarzy, tyłem do kierunku płynięcia. Jego zadaniem jest wybijanie na bębnie rytmu wiosłowania, czym ułatwia reszcie załogi dostosowanie się do szlakowych. W trakcie zawodów zagrzewa też głosem osadę do walki, podając także komunikaty o aktualnej sytuacji w wyścigu.  
Sternik steruje w pozycji stojącej, za pomocą długiego wiosła. W miarę potrzeby wspiera głosem bębniarza w korygowaniu pracy wioślarzy.

## Zawody
- Rywalizacja w oficjalnych zawodach toczy się z reguły na dystansach 250 m (lub 200 m), 500 m, 1000 m i 2000 m. Coraz częściej rozgrywane są wyścigi długodystansowe różnej długości.
- Z reguły podczas zawodów osady wiosłują w tempie 60 – 100 pociągnięć wiosłem na minutę w zależności od dystansu. Łódź płynie wówczas z prędkością kilkunastu kilometrów na godzinę.
- Najczęściej spotykane kategorie: open, mikst (min. 8 kobiet w osadzie), kobiet. Osady juniorów złożone mogą być z zawodników w wieku 11–18 lat, zaś osady w kategorii Senior – powyżej lat 40.

Obok kategorii sportowych rozgrywa się też wyścigi w kategorii Fun, w których startują osady złożone z pracowników firm i innych instytucji, uprawiających ten sport rekreacyjnie.

## Główne imprezy
Od roku 1995 rozgrywane są mistrzostwa świata osad narodowych i klubowych. Odbywają się również mistrzostwa kontynentalne. Poniżej dotychczasowe imprezy rangi światowej.

### Mistrzostwa świata osad narodowych
- Chiny, Yueyang 1995
- Hongkong, Hongkong 1997
- Wielka Brytania, Nottingham 1999
- Stany Zjednoczone, Filadelfia 2001
- Polska, Poznań 2003 (zastępczo, podczas epidemii SARS w Chinach, która uniemożliwiła zorganizowanie imprezy w Szanghaju)
- Chiny, Szanghaj 2004
- Niemcy, Berlin 2005
- Australia, Sydney 2007
- Czechy, Praga 2009
- Stany Zjednoczone, Tampa Bay 2011
- Węgry, Segedyn 2013
- Polska, Poznań 2014

### Klubowe mistrzostwa świata
- Kanada, Vancouver 1996
- Nowa Zelandia, Wellington 1998
- Włochy, Rzym 2002
- Południowa Afryka, Kapsztad 2004
- Kanada, Toronto 2006
- Malezja, Penang 2008
- Chiny, Makau 2010
- Ukraina, Kijów 2011